# Рождественская ярмарка в Магдебурге
Рождественская ярмарка в Магдебурге (нем. Magdeburger Weihnachtsmarkt) — это ежегодная рождественская ярмарка в Магдебурге на Старой рыночной площади. Это крупнейшая рождественская ярмарка в немецкой земле Саксония-Анхальт, с более чем двумя миллионами посетителей в год и более чем 125 рождественскими киосками и лавками.

## История
Рождественская ярмарка в Магдебурге восходит к ярмарке позднего средневековья, которая дала жителям Магдебурга возможность запастись продуктами перед зимой. В середине XX века это стало предрождественским обычаем. Вначале оно проходило в районе Старого рынка, но после того, как в 1945 году значительная часть Магдебурга подверглась бомбардировке, рождественский базар был перенесен на Лейтерштрассе.
В 1970-х годах ярмарка была перенесена обратно на Старый рынок, а также на Центральную площадь. После строительства Аллее-Центра на Центральной площади в 1995 году ярмарка проводится только на Старом рынке. 26 декабря 2012 года самая длинная рождественская песня Германии была исполнена на рождественской ярмарке в Магдебурге артистами, знаменитостями и группой рождественской ярмарки; Песня была создана по инициативе газеты Volksstimme, благодаря чему читатели журнала написали дополнительные куплеты на мелодию немецкой рождественской песни Kling, Glöckchen, klingelingeling. В 2015 году рождественскую ярмарку в Магдебурге посетило более миллиона человек.
20 декабря 2024 года автомобиль въехал на рождественскую ярмарку, в результате чего пять человек погибли и ещё 205 получили ранения, ярмарка была досрочно закрыта до конца сезона.

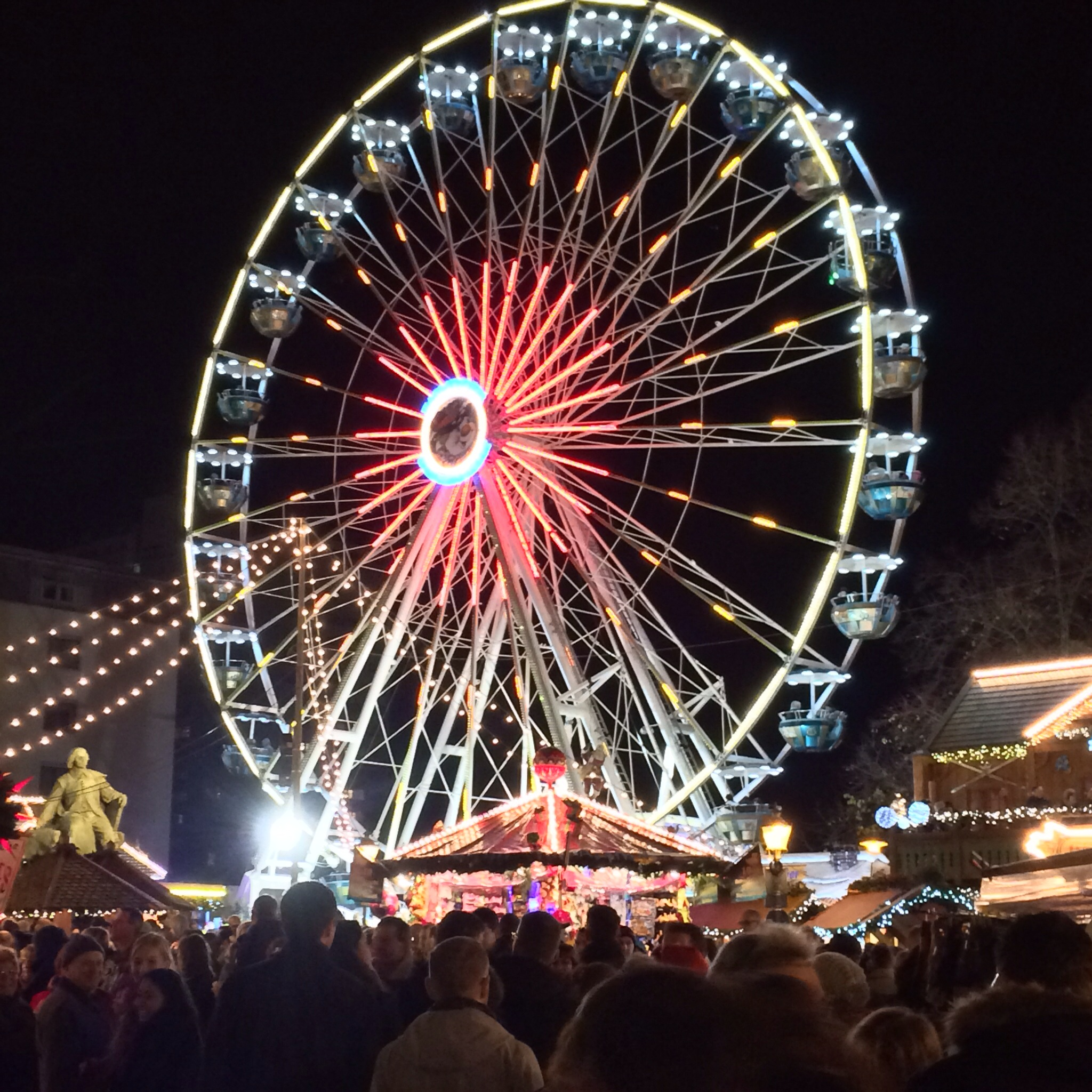
Колесо обозрения в 2011 году
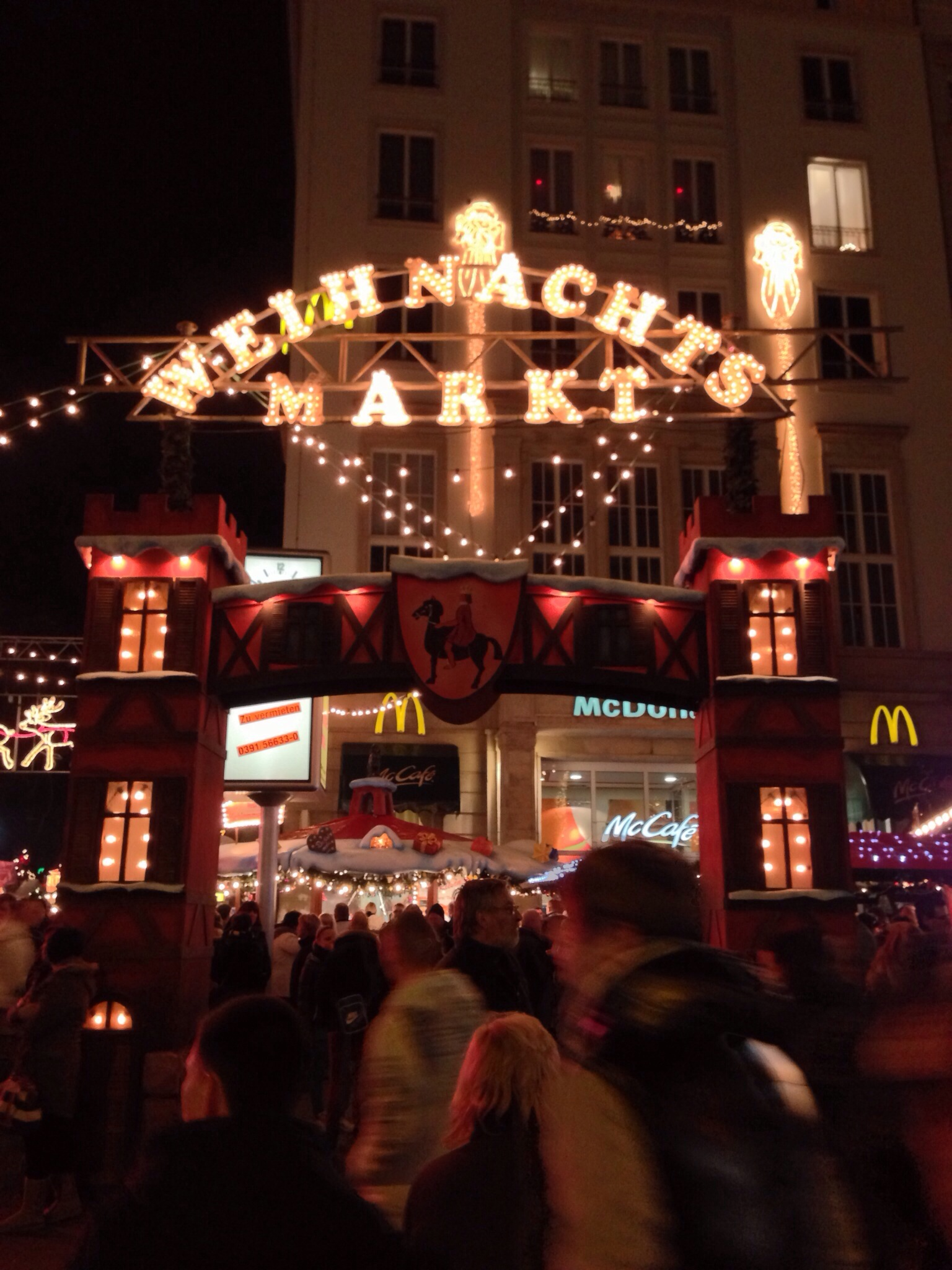
Вход на ярмарку в 2012 году
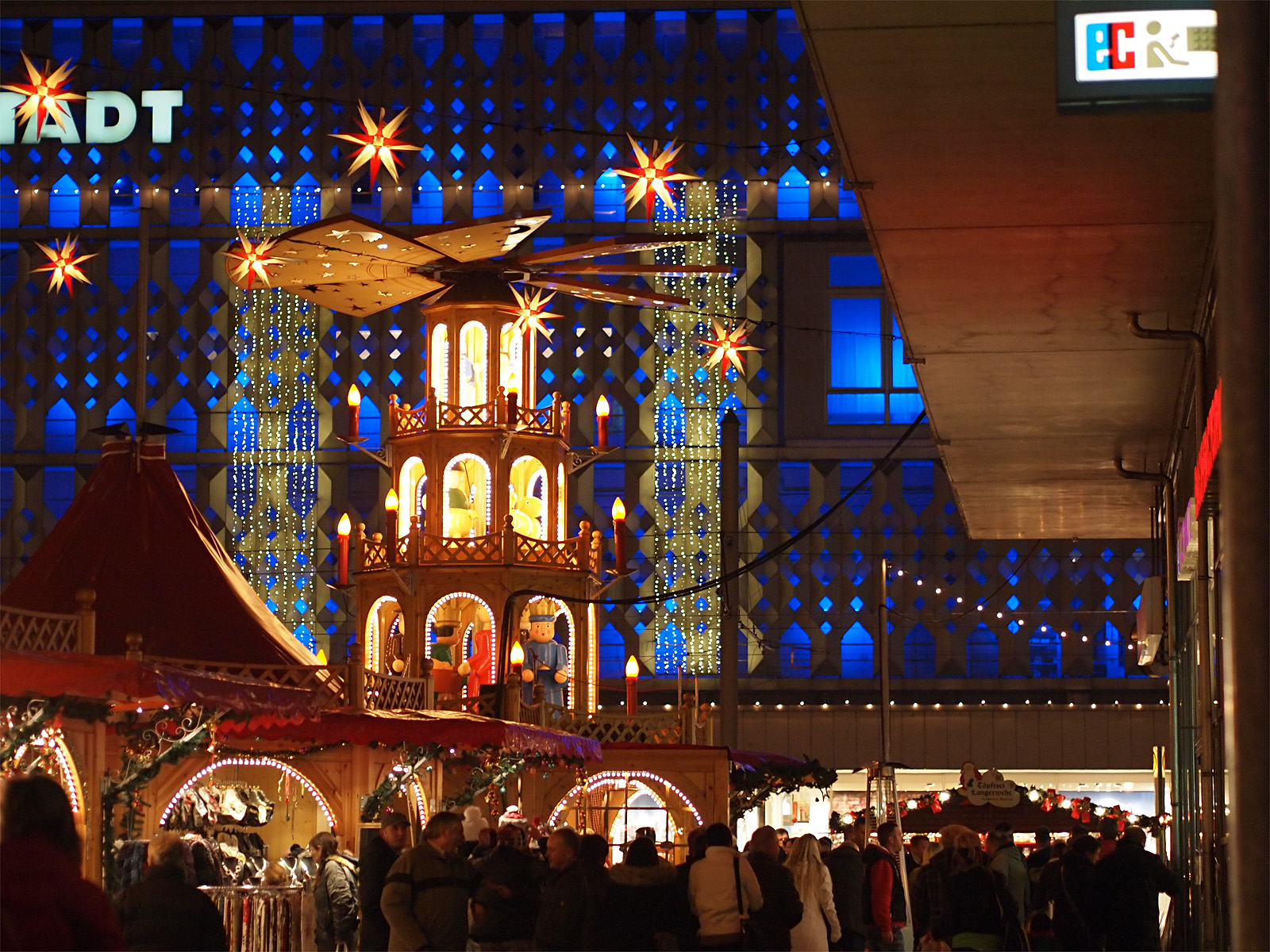
Рождественская пирамида в 2013 году
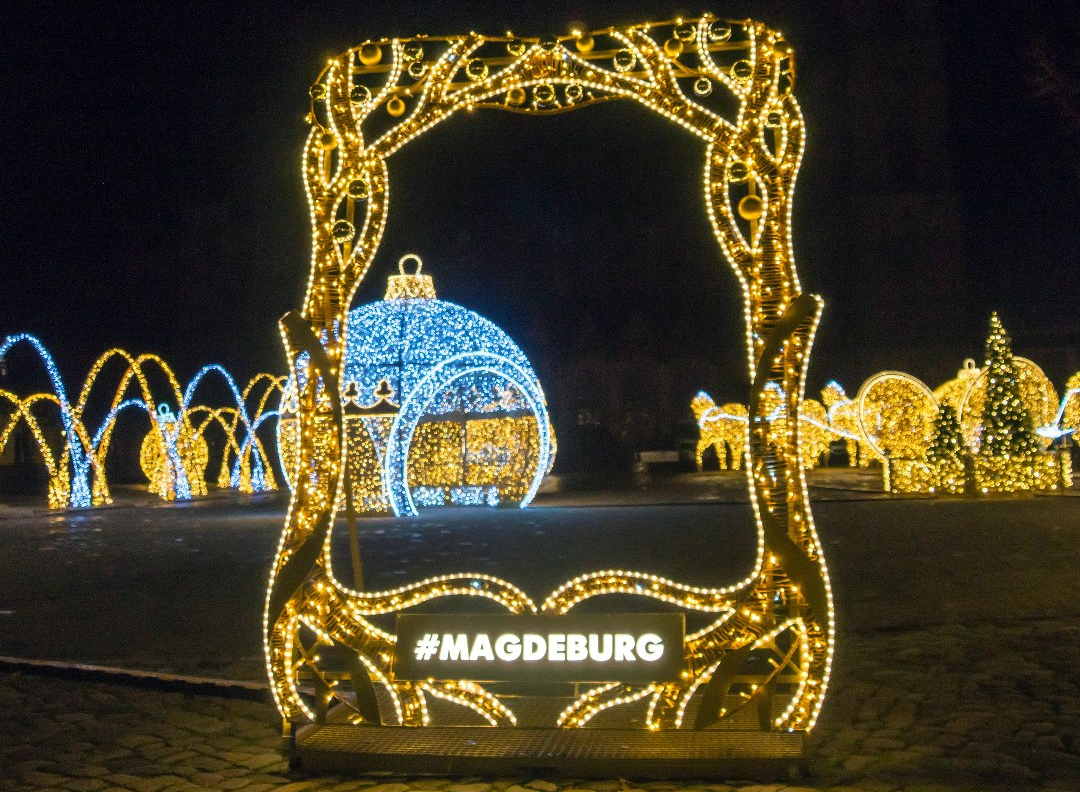
Рождественские световые скульптуры в 2019 году
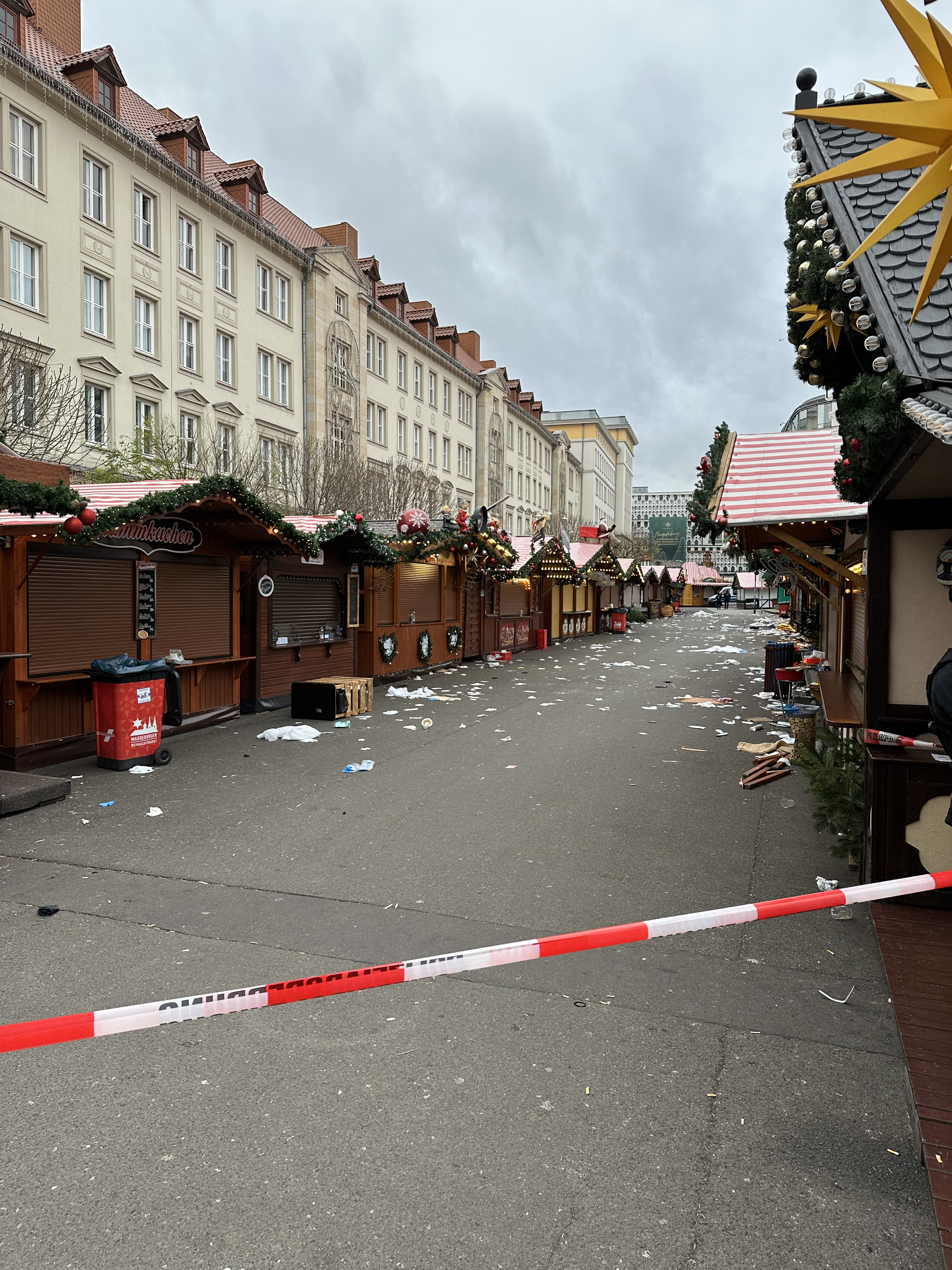
Закрытая после теракта в 2024 году